# 1424
1424. је била проста година.

## Догађаји
- Други скадарски рат (1419—1424) Мировним споразумом у Скадру окончан је Други скадарски рат

## Смрти
- Ернест Гвоздени

- Јан Жишка

- Вукмир Златоносовић

- Вук Хранић Косача

- Муцио Сфорца